# 万布叉丝壳
万布叉丝壳（学名：Microsphaera vanbruntiana）是属于白粉菌目白粉菌科叉丝壳属的一种真菌，寄生在忍冬科植物上。该种分布于中国、日本、加拿大、俄罗斯、美国、意大利、德国等地。